# Loosdrecht
Loosdrecht (prononcé en néerlandais : [ɫoːsdrɛxt]) est une ancienne commune et un village néerlandais. Depuis le 1er janvier 2002, il fait partie de la commune de Wijdemeren, en province de Hollande-Septentrionale.

## Village
Le village de Loosdrecht se compose de deux parties : Oud-Loosdrecht (« Vieux Loosdrecht ») à l'ouest et Nieuw-Loosdrecht (« Nouveau Loosdrecht ») à l'est. Oud-Loosdrecht, moins étendu et peuplé, est situé au bord des Loosdrechtse Plassen, un ensemble de lacs entre les villes d'Amsterdam, Utrecht et Hilversum, tandis que Nieuw-Loosdrecht est plus proche de Hilversum.
Loosdrecht est surtout connu comme centre de plaisance. Nieuw-Loosdrecht accueille le nouvel hôtel de ville de la commune.

## Ancienne commune
Jusqu'au 1er janvier 2002, date de la fusion avec Wijdemeren, Loosdrecht est le nom d'une commune regroupant Oud-Loosdrecht et Nieuw-Loosdrecht, ainsi que quelques hameaux (Breukeleveen, Muyeveld, Boomhoek), située en province d'Utrecht.
Lors de son rattachement à la commune de Wijdemeren, le territoire de Loosdrecht est transféré à la province de Hollande-Septentrionale, dont il fait aujourd'hui partie. La commune était issue de l'ancienne seigneurie de Loosdrecht, propriété de la famille Van Amstel van Mijnden.

## Personnalités
- Bibian Mentel-Spee (1972-2021), snowboardeuse néerlandaise.